# Липецкая кондитерская фабрика «Рошен»
Липецкая кондитерская фабрика «Рошен» — остановленная кондитерская фабрика, расположенная на территории России в городе Липецк по улице Доватора, 3-а.
Фабрика принадлежала бывшему Президенту Украины Петру Порошенко, который контролировал фабрику через зарегистрированную на территории Украины «Центрально-Европейскую кондитерскую компанию», которой принадлежало 99,93 % акций липецкого предприятия. Фабрика производила широкий ассортимент кондитерских изделий. За период с 2013 по 2017 год фабрика перечислила в российский бюджет чуть больше миллиарда рублей. С 2015 года предприятие было арестовано. В феврале 2024 года по решению суда в административном процессе акции фабрики изъяты в доход Российской Федерации.

## История
Фабрика была основана в Советском Союзе в 1966 году под названием липецкий Хлебозавод № 4. Изначально выпуская бисквит, печенья, пряники, конфеты «батончики», вафельные сорта конфет с глазированием. В 1976 году она была переименована в булочно-кондитерский комбинат. В 1986 году стала «Липецккондитерагропром», а в 1994 году акционерным обществом ЛИКОНФ.
Фабрика была приобретена Петром Порошенко в 2001 году. В 2013 году завод был региональным монополистом, выпуская более 12 тонн кондитерских изделий в месяц.
16 апреля 2015 года Басманный районный суд города Москвы принял постановление о взыскании с ОАО «Липецкая кондитерская фабрика „РОШЕН“» 180 млн рублей налоговой задолженности. 24 апреля 2015 года Главное следственное управление Следственного комитета Российской Федерации на основании этого постановления наложило арест на имущество Липецкой фабрики. Общая стоимость арестованного имущества оценивается в 2 млрд рублей.
На 1 апреля 2016 года налоговый долг фабрики оценивали в 779 млн рублей. В апреле фабрика заплатила 596 млн рублей (около 8,8 млн долларов) налогов в казну Российской Федерации. В октябре 2016 года Владимир Путин во время Валдайского клуба сказал: «Фабрика работает ритмично, выплачивает зарплату, получает прибыль, и нет никаких ограничений, у фабрики есть проблемы с невозвратом НДС, что и привело к временным трудностям». Однако из-за ареста имущества, который так и не был снят, фабрика прекратила экспорт продукции в страны СНГ и существенно снизила объём производства. В конечном итоге это стало причиной сокращения штата сотрудников с 1800 до 700 человек.
20 января 2017 года на официальном сайте компании, объявлено о закрытии подразделения «Рошен» в Липецкой области. Такое решение принято по экономическим и политическим причинам, — говорится в официальном сообщении корпорации. — Полная остановка производства и консервация производственных и инфраструктурных объектов запланированы на апрель 2017 года. Как сообщалось неоднократно ранее, арест имущества Липецкой кондитерской фабрики, наложенный Следственным комитетом Российской Федерации в рамках возбуждённого уголовного дела, сделал продажу фабрики невозможной..
В апреле 2017 года фабрика остановила свою работу, а оборудование было законсервировано, часть вывезена на Украину. Было уволено 667 сотрудников предприятия, к концу 2017 года на фабрике числились 72 сотрудника
19 февраля 2024 года Октябрьский районный суд Липецка в рамках административного дела конфисковал в доход РФ акции Липецкой кондитерской фабрики в количестве 128 970 771 штуки (без указания размера доли в уставном фонде) и все доли торговой компании ООО «Рошен», а также запретил на территории России деятельность экс-президента Украины Петра Порошенко, его сына Алексея Порошенко и Олега Казакова.